# Simone Guirandou
Simone Guirandou N’diaye, née Dalouman Simone Anaze, est une historienne, galeriste et auteur ivoirienne, née le 10 décembre 1930 à Grand Bassam (Côte d’Ivoire) . Mariée et mère de trois enfants, elle fait partie des grandes figures de l’Art Contemporain ivoirien avec ses galeries Arts Pluriels et LouiSimone Guirandou Gallery.

## Biographie
Simone Guirandou est diplômée en Histoire et Théorie de l’Art, et en Linguistique Appliquée de l’université d’Ottawa (Canada). Elle enseigne l’histoire de l’art à l’Institut National des Arts de Côte d’Ivoire (INA devenu INSAAC) avant de débuter une carrière de galeriste en 1985, d’abord chez elle, puis en ouvrant sa première galerie, Arts Pluriels en 1991. Plusieurs fois invitée à la biennale de l’Art Contemporain de Dakar, ses activités l’amènent à organiser en 1999, à Abidjan, en collaboration avec des collègues nigérians et sénégalais, la 2ème édition des lignes artistiques dans la CEDEAO (Communauté Economique des Etats de l’Afrique de l’Ouest) sur la culture, l’intégration et l’environnement. Simone Guirandou, prend une part active à l’organisation de la Foire Internationale des Arts Plastiques d’Abidjan, et plus tard, en 2011, se voit confier par le gouvernement de Côte d’Ivoire, le Commissariat Général et l’organisation de la 1re édition du Salon International des Arts Plastiques d’Abidjan (SIAPA).
Personnalité reconnue du monde des arts en Cote d’Ivoire et bien au-delà de ses frontières, Simone Guirandou est Membre de l’Académie des sciences, des arts, des cultures d’Afrique et des diasporas africaines (ASCAD). Elle est également membre de l’Association Internationale des Critiques d’Art (AICA). 
n 2015, après trente (30) années d’activités au sein de la Galerie Arts Pluriels, Simone Guirandou, rejointe par sa fille Gazelle Guirandou, fonde LouiSimone Guirandou Gallery, une nouvelle vitrine à la promotion culturelle et artistique.Simone Guirandou compte à son actif trois publications en qualité d’auteur: Les cinq continents à la galerie Arts Pluriels, Regard sur l’histoire de l’Art Contemporain Ivoirien, et Mes jeux Olympiques à travers le temps.

## Publications[1]
Simone Guirandou a publié trois œuvres :
- Les cinq continents à la galerie Arts Pluriels (NEI /CEDA)
- Regard sur l’histoire de l’Art Contemporain Ivoirien (Dialogue production)
- Mes jeux Olympiques à travers le temps (Dialogue production)

## Distinctions
Pour son combat mené dans le domaine des arts, des lettres, et de la culture, Simone Guirandou reçoit plusieurs distinctions :
- Officier de l’Ordre national ivoirien du Mérite de la Culture[1]
- Commandeur de l’Ordre national du Mérite de la Culture [1]
- Commandeur de l’Ordre du Mérite ivoirien[1]
- Chevalier de l’Ordre des Arts et des Lettres français[4],[5].